# Emeryk Boberski
Emeryk Boberski (ur. 1831 w miejscowości Wysokie-Wyżne k. Sambora, zm. 19 lipca 1924 w Melbourne) – polski działacz emigracyjny, pionier w  Australii.

## Życiorys
W latach 1848–1849 brał udział w powstaniu narodowym na Węgrzech, po czym przez Turcję przedostał się do W. Brytanii, skąd następnie w 1857 wyemigrował do Australii. W 1862 wrócił do Polski i prawdopodobnie uczestniczył w powstaniu styczniowym, przez pewien czas mieszkał w Galicji. W 1875 wrócił do Melbourne, skąd w 1886 przeniósł się do Ararat w zachodniej Wiktorii, gdzie przez 18 lat był radnym rady miejskiej, a w latach 1892–1894, 1897–1898 i ponownie 1904–1907 burmistrzem. Sprawując to stanowisko, zasłużył się dla rozwoju miasta, przede wszystkim w dziedzinie poprawy warunków sanitarnych. Poza tym prowadził firmy handlowe (żywność) i działał (do 1907) w organizacji kulturalno-oświatowej Mechanic's Institut. Popierał powołanie Federacji Australijskiej.
Z życia publicznego wycofał się mając 77 lat. Przeniósł się do Melbourne, gdzie później zmarł.